# Hardfloor
Hardfloor is een Duitse technoact die vooral bekend is vanwege het consequente gebruik van het acidgeluid dat door de Roland TB-303 synthesizer wordt voortgebracht. De act bestaat uit Oliver Bondzio en Ramon Zenker.
Vanaf de late jaren negentig werd hun geluid opgesplitst over twee verschillende projecten, waarbij het project Da’damn’phreak’noize’phunk een uitlaatklep werd van een mix tussen acid house en invloeden uit Lounge en ambient. Ook is Ramon Zenker solo actief in allerlei commerciële danceprojecten. Daarmee heeft hij enkele grote dancehits op zijn naam staan.

## Begin
Hardfloor werd in 1991 opgericht door Oliver Bondzio en Ramon Zenker en er verschenen enkele singles. De grote doorbraak kwam wanneer het duo in 1992 de Hardtrance acperience EP op het Harthouse-label. Met name het nummer Acperience 1 was buitengewoon populair op raves. Het nummer betekende een kortstondige comeback van het acid-housegeluid uit de jaren tachtig. Een jaar later waren ze ook als remixers succesvol door een remix van het nummer Circus bells van Robert Armani. Ook is hun remix de singleversie van de hit Fever Called Love van Rising High Collective. In 1995 brachten ze een acidversie uit van Yeke Yeke van Mory Kante, die het nummer opnieuw in de Britse hitlijsten bracht. In 1993 en 1994 verschenen ook de albums TB Resuscitation, Funalogue en Repect.

## Da’damn’phreak’noize’phunk
In 1995 vormde de ep Da’damn’phreak’noize’phunk van het duo een belangrijke wending in de ontwikkeling van de groep. Op de ep werd het acidgeluid langzamer afgespeeld en ontstond er een nieuw downtempo acidgeluid. Van de ep waren vooral de tracks Yimtrop en Dubdope erg populair. Dubdope werd in 1996 door het Oostenrijkse duo Kruder & Dorfmeister op hun DJ Kicks-compilatie geplaatst. Op dat moment besloten Oliver en Ramon het geluid te splitsen. Hardfloor bleef voor harde acid techno. Het nieuwe geluid werd vanaf dat moment als Da’damn’phreak’noize’phunk uitgedragen. In 1999 verscheen daarvoor met Electric crate digger het eerste album.
In de tijd die volgde, bleef het duo onder de verschillende namen muziek uitbrengen. In 1998 werkten ze samen met hun grote voorbeelden van Phuture 303, die in de jaren tachtig het acidgeluid voor het eerst gebruikten. Kritiek dat hun acidgeluid wel erg voorspelbaar begon te worden, deden ze af met de albumtitel So what in 2000. Er verschenen nog meerdere albums van Hardfloor en Da’damn’phreak’noize’phunk. Vanaf 2003 werden die uitgebracht op het eigen Hardfloor-label.

## Ramon Zenker solo
Naast Hardfloor is Ramon Zenker ook solo erg actief als producer. Hij is verantwoordelijk voor tientallen commerciële danceprojecten. Als lid van de groep Interactive bracht hij meerdere Duitse ravehits uit als Dildo (1992), Amokk (1993) en Forever young (1995). In 1997 produceerde hij een grote zomerhit met het houseproject Bellini met Samba de Janeiro. Rond 2000 liet hij weer van zich horen met de projecten Paffendorf en Fragma. Hiervoor maakte hij de hits Where are you? en Miracle.

## Discografie

### Albums
- TB Resuscitation 1993
- Funalogue 1994
- Respect 1994
- Home run 1996
- All targets down 1998
- So what! 2000
- Electric Crate Digger (Da’damn’phreak’noize’phunk) 1999
- Take Off Da Hot Sweater (Da’damn’phreak’noize’phunk) 2002
- Four Out Of Five Aliens Recommend This 2005
- The Life We Choose 2007
- The Chearleaders Are Smilin' At You (Da’damn’phreak’noize’phunk) 2009
- Two Guys Three Boxes 2010

### Verzamelalbums
- The Best Of Hardfloor 1997
- Hardfloor Presents Da’damn’phreak’noize’phunk - Lost And Found 2003
- Compiler 1.0 2007
- Two Decades Of Hardfloor 2011

### Hitlijsten
| Single met eventuele hitnotering(en) in de Nederlandse Top 40 | Datum van verschijnen | Datum van binnenkomst | Hoogste positie | Aantal weken | Opmerkingen             |
| ------------------------------------------------------------- | --------------------- | --------------------- | --------------- | ------------ | ----------------------- |
| Samba De Janeiro                                              | 1997                  | 28-06-1997            | 7               | 12           | Dancesmash op Radio 538 |